# Wolfsberg Group
O Wolfsberg Group é uma associação não governamental de treze bancos globais. Seu objetivo tem sido desenvolver padrões do setor financeiro para políticas de combate à lavagem de dinheiro (AML), conhecer seu cliente (KYC) e contra o financiamento do terrorismo (CTF). Seu trabalho é semelhante ao que a Financial Action Task Force on Money Laundering (FATF) faz em nível governamental. Além de suas atividades de AML, o Grupo Wolfsberg também atua como um grupo de ação coletiva no campo da anticorrupção. O Grupo Wolfsberg criticou o projeto de revisão AML do GAFI como "muito prescritivo e concebido de forma muito restrita". O grupo opera em relativa obscuridade sem cobertura da imprensa.